# MOON (倖田來未單曲)
「MOON」為2008年6月11日發行之日本歌手・倖田來未第40首單曲。

## 附註
- 本作為「4 hot wave」、「FREAKY」以來連續的收錄4曲的夏季單曲。

- 「Moon Crying」為ABC・朝日電視台系連續劇『Puzzle』的主題曲。

- 「That Ain't Cool」為music.jp 電視廣告曲，與黑眼豆豆的菲姬的合作曲，引起東西方的合作話題[1]。

- 「Once again」為Queen's Hill迎賓館廣告曲，由知名音樂人「PUSHIM」擔任作詞、作曲。

- 「Lady GO!」為高絲廣告曲。

- 進入TOP10的本作為第30張作品。女性歌手中達30張作品進入TOP10有松田聖子、小泉今日子等，倖田為史上第5人。

## 發行版本
- CD+DVD
- CD ONLY

※初回版附有購入者限定手機特設網頁進入密碼封入（僅日本地區）。

## 曲目

### CD
1. Moon Crying
作詞：倖田來未　作曲：Miwa Furuse　編曲：h-wonder、安部 潤
2. That Ain't Cool 那可不酷 feat. Fergie 菲姬
作詞／作曲：：Kumi Koda、Stacy Ferguson、Keith Harris
3. Once again
作詞：Pushim　作曲：Pushim、森 俊也　編曲：Pushim、森 俊也
4. Lady GO!
作詞：倖田來未　作曲：森元康介　編曲：田中ユウスケ
5. Moon Crying（Piano Version）※僅收錄於初回版
6. Moon Crying（Instrumental）
7. That Ain't Cool 那可不酷 feat. Fergie 菲姬（Instrumental）
8. Once again（Instrumental）
9. Lady GO!（Instrumental）

### DVD
1. Moon Crying（Music Video）
2. That Ain't Cool 那可不酷 feat. Fergie 菲姬（Music Video）
3. Moon Crying（Making Video）
4. That Ain't Cool 那可不酷 feat. Fergie 菲姬（Making Video）
5. Moon Crying（Live Video From KODA KUMI Live Tour 2008 ～Kingdom～ 東京・國立代代木競技場第一體育館公演）※僅收錄於初回版

## 相關連結
菲姬

## 資料來源
1. ↑  . Oricon. 2008-04-28  [2010-01-15]. （原始内容存档于2013-06-10）.